# Zuger Hochlicht
Zuger Hochlicht är en bergstopp i Österrike.   Den ligger i distriktet Bludenz och förbundslandet Vorarlberg, i den västra delen av landet, 500 km väster om huvudstaden Wien. Toppen på Zuger Hochlicht är 2 371 meter över havet.
Terrängen runt Zuger Hochlicht är bergig söderut, men norrut är den kuperad. Runt Zuger Hochlicht är det ganska glesbefolkat, med 47 invånare per kvadratkilometer.. Närmaste större samhälle är Mittelberg, 11,5 km norr om Zuger Hochlicht. 
Trakten runt Zuger Hochlicht består i huvudsak av gräsmarker.